# Karpin (Police)
Karpin (deutsch Karpin) ist ein Dorf in der polnischen Woiwodschaft Westpommern. Das Dorf bildet einen Teil der Gmina Police (Stadt- und Landgemeinde Pölitz) im Powiat Policki (Pölitzer Kreis). Karpin liegt etwa 24 Kilometer nördlich von Stettin (Szczecin) und etwa 13 Kilometer nordwestlich von Police (Pölitz).

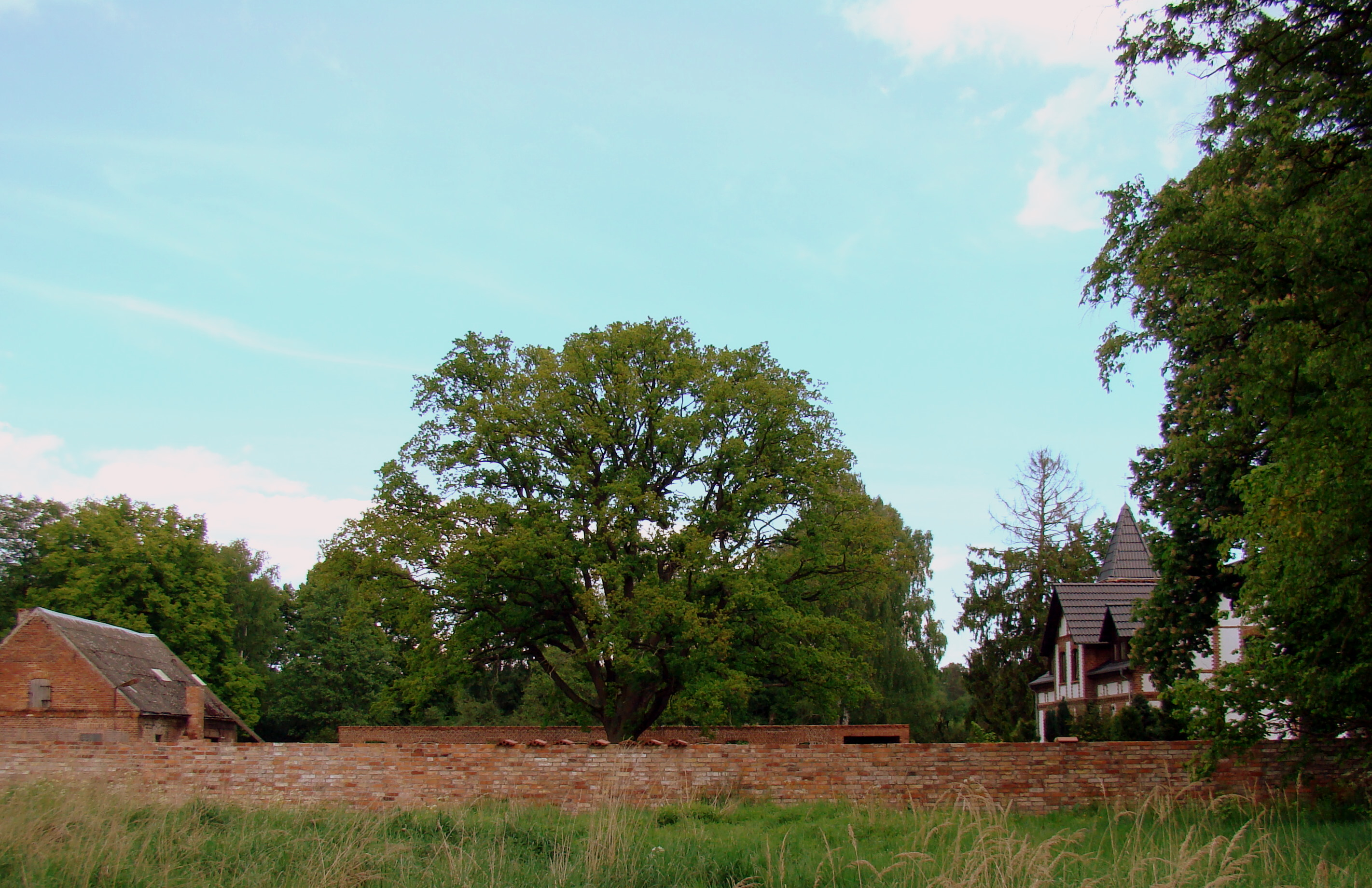
Blick auf ein Gehöft in Karpin